# ميخائيل س. لين
ميخائيل س. لين (بالإنجليزية: Michael C. Linn)‏ هو محامي أمريكي، ولد في ديسمبر 1992 في بيتسبرغ في الولايات المتحدة.